# كودي سبنسر
كودي سبنسر (بالإنجليزية: Cody Spencer)‏ هو لاعب كرة قدم أمريكية أمريكي، ولد في 1 يونيو 1981 في بورت لافاكا في الولايات المتحدة.

## وصلات خارجية
- كودي سبنسر على موقع مرجع كرة القدم المحترفة.كوم (الإنجليزية)